# Život a dílo skladatele Foltýna
Život a dílo skladatele Foltýna je poslední, nedokončený román Karla Čapka, vydaný až po jeho smrti v roce 1939. Je inspirován epizodou ze Vzpomínek Karla Sabiny (knižně publikovány 1937, časopisecky již 1868 v časopise Svoboda), v němž je líčen podobně tvořící reálný skladatel, uváděný jako Horner. Román je fiktivním životopisem Bedřicha Foltýna (pseudonymně Beda Folten), skladatelského diletanta a hudebního grafomana, který ale sebe samotného pokládá za geniálního. Je posedlý myšlenkou stvořit velké dílo, i když na to nestačí jeho schopnosti. Román je pozoruhodný svou stavbou, v níž autor nechává různé Foltýnovy známé (spolužáky ze studií, manželku, lidi, které využíval pro své dílo) vzpomínat a hodnotit jeho osobnost, a naznačuje tak různorodost úhlů pohledu na tutéž věc, podobně jako v Hordubalovi a Povětroni. Román, obsahující mnoho úvah o smyslu umění, je stylisticky i tematicky podobný románům tzv. noetické trilogie, je ale vůči ostatním mnohem tragičtější. Román měl v rámci Čapkova díla poměrně velký ohlas, reakci na něj v podobě novely Jak to bylo s Foltýnem napsal například spisovatel Jan Křesadlo. Román byl v roce 1992 adaptován do podoby televizního filmu v režii Pavla Háši s Viktorem Preissem v hlavní roli.

## Děj
Román se skládá z devíti částečně povídkově laděných výpovědí („svědectví“) různých Foltýnových známých, jedna z nich je vložena do úst samotnému autorovi. Výpovědi mají různou délku, různý obsah a různou stavbu. Vzhledem k tomu, že román není dokončen, jich mělo být více. Výpovědi jsou řazeny chronologicky, některá fakta se v nich ale opakují nebo se výpovědi navzájem předjímají či doplňují. Příběh Foltýnova života je v hrubých obrysech doveden až do jeho smrti, ale není dokončen dopodrobna.
Prvním svědkem je Foltýnův „přítel z mládí“, soudce Šimek. Vzpomíná, jak se za gymnaziálních let Foltýn, který v té době vášnivě hrál na klavír, vydával za velkého bohéma a umělce. Líčí jeho školní neúspěchy, jeho smyšlené romantické historky, údajně z vlastního života, jeho lpění na „uměleckém“ životním stylu, touhu po umělecké budoucnosti i počátky jeho skladatelské tvorby, kdy chtěl Foltýn zhudebnit některé Šimkovy básně (kvůli tomu se později znepřátelili). 
Druhým svědkem je Foltýnova „první láska“ Jitka. Foltýn se s ní seznámil v tanečních, líčil jí také své hudební schopnosti a bohémský život, chtěl jí zahrát svou rozepsanou symfonickou báseň Ariel. Vymluvil se ale na to, že není hotová. Jitka popisuje Foltýnovu uměleckou a bohémskou pózu, její líčení vyznívá ale relativně pozitivně, uvažuje o něm s pochopením jako o povaze hlubší a jemnější, že jí ona není schopna pochopit.
Autor třetího svědectví je skryt za iniciálami V. B., je to Foltýnův spolubydlící z dob jeho univerzitních studií. Foltýn se mu protivil jako arogantní představitel bohémského, „živelného“ umění, honosící se frázemi některých básníků jeho doby, zastánce „erotické prasíly“, z níž umění vychází. V. B. také vysvětluje svůj vlastní názor umění, přičemž odmítá veškerou živelnost a požaduje architektonickou čistotu a dokonalost. Od Foltýna se V. B. záhy odstěhuje, ten se totiž pokusí svést jeho kamarádku a vychloubá se tím před ním. Jeho výpověď ústí do poněkud paradoxního závěru, v němž sice uznává Foltýnův talent, ale odmítá jeho aroganci a umělecké bohémství.
Čtvrté svědectví, postihující povšechně v podstatě celý Foltýnův následující život, vypráví samotná manželka Bedřicha Foltýna, dcera bohatého majitele domů, se kterou se Foltýn seznámil jako nedostudovaný právník. Popisuje – poměrně pozitivně – jeho snahu o eleganci i o jakési „bohémství v lakýrkách“. Foltýn pořádal v jejich domě „hudební večery“, fungoval jako mecenáš pro mladé umělce a postupně tak přišel o většinu zděděného jmění. Stále mluvil o svých operách, které chce složit, mělo jít o zhudebnění biblického příběhu o Juditě, jindy mluví o Abelardovi a Heloise. Ve skutečnosti ovšem nenapíše ani jednu. Má aféry s operními zpěvačkami, žije s pražskou bohémou, seznamuje se s různými umělci, mnohdy pochybnými. Zabývá se různými projekty, žádný z nich ale nedokončí, chce napsat filmovou operetu. Nakonec, poté, co spáchá podvod se směnkami, se od sebe manželé odloučí, Foltýn ale dostává od své ženy pravidelnou podporu. Jako chudý umělec, žijící bůhvíjak, stále řeční o svých dílech a své opeře Judita, dokonce zorganizuje její představení, na kterém se ale zblázní a za několik dní zemře. Je také popisován jeho slavný pohřeb, na němž účinkují nejlepší hudební umělci své doby z úcty k talentu Bedřicha Foltýna. I toto svědectví je laděno poměrně pozitivně, na Foltýna je zde nahlíženo jako na velkého umělce, který ale žije nepřiměřeně bohémským životem.
Páté, nejkratší svědectví, vypráví jakýsi profesor Strauss, odborník na středověk, s nímž se Foltýn radí o historických detailech opery o Abelardovi a Heloise.  Vědec zde chválí Foltýna za snahu o odbornou správnost a vědeckou přesnost své opery, kterou ovšem nikdy nenapíše. Závěr je zde jednoznačně pozitivní, jelikož se tito dva muži viděli jen krátce. Profesor ho tedy neměl šanci více poznat.
Šesté svědectví je vloženo do úst literárnímu vědci Janu Petrů. Foltýn ho požádá, aby upravil, respektive přepsal libreto k jeho opeře Judita. Petrů si ho přečte a zjistí, že každou část libreta napsal jiný básník, například jeho přítel Franta Kupecký, takže libreto je v důsledku nesmyslná slátanina. Petrů tedy Foltýna požádá, aby libreto napsal sám. Foltýn mu ho po nějakém čase donese, jde ale o neumělý plagiát Hebbelovy hry. Po druhém odmítnutí Foltýn „své“ libreto stále hájí. Dokončení Judity se stalo jeho smyslem života, je pro něj schopen uměleckých krádeží a plagiátů. Rozejdou se tedy ve zlém. Hodnocení Foltýna je tady vyloženě negativní, ale spíše lítostivé. 
Sedmým svědkem je klavírista Váša Ambrož, který líčí, jak ho se svými spolužáky z konzervatoře pozval Foltýn na jeden ze svých hudebních večerů. Stal se jejich mecenášem a chtěl po nich různé drobné skladby. Z těchto skladeb posléze složí hudební část své Judity. Později je ale urazí a všichni tři konzervatoristé s ním poté přestanou komunikovat. Jejich následující umělecký osud byl nešťastný. Dva ze tří zahynuli, jeden byl zapomenut jako bezvýznamný klavírista.
Osmým svědectvím jsou dvě poznámky samotného autora. První z nich líčí Foltýnovo milostné dobrodružství se stárnoucí, kdysi velmi slavnou operní zpěvačkou, která již měla spoustu slavných milenců. V druhé poznámce je popsán geniální hudebník Kanner, který je ale zapomenut a živí se hraním na klavír v pražských putykách. Foltýn se s ním seznámí a chce využít jeho talentu. 
Devátým a posledním svědectvím je text hudebníka Jana Trojana, kterého Foltýn požádal o pomoc s instrumentací Judity. Trojan Foltýna kritizoval pro jeho živelnost a nespoutanost, pro nesouvislost hudby (způsobenou tím, že je seskládána z mnoha plagiátů). Přesto si ho ovšem váží pro některé jednotlivé motivy (které Foltýn ukradl konzervatoristům). Svědectví i dokončená část románu končí Trojanovou úvahou o umění, kde jazykem prosyceným biblickými citacemi obhajuje čistotu umění a jeho nezávislost na osobě umělce, a vylučuje tak živelnost. 